# Eisenbahnunfall von East Palestine

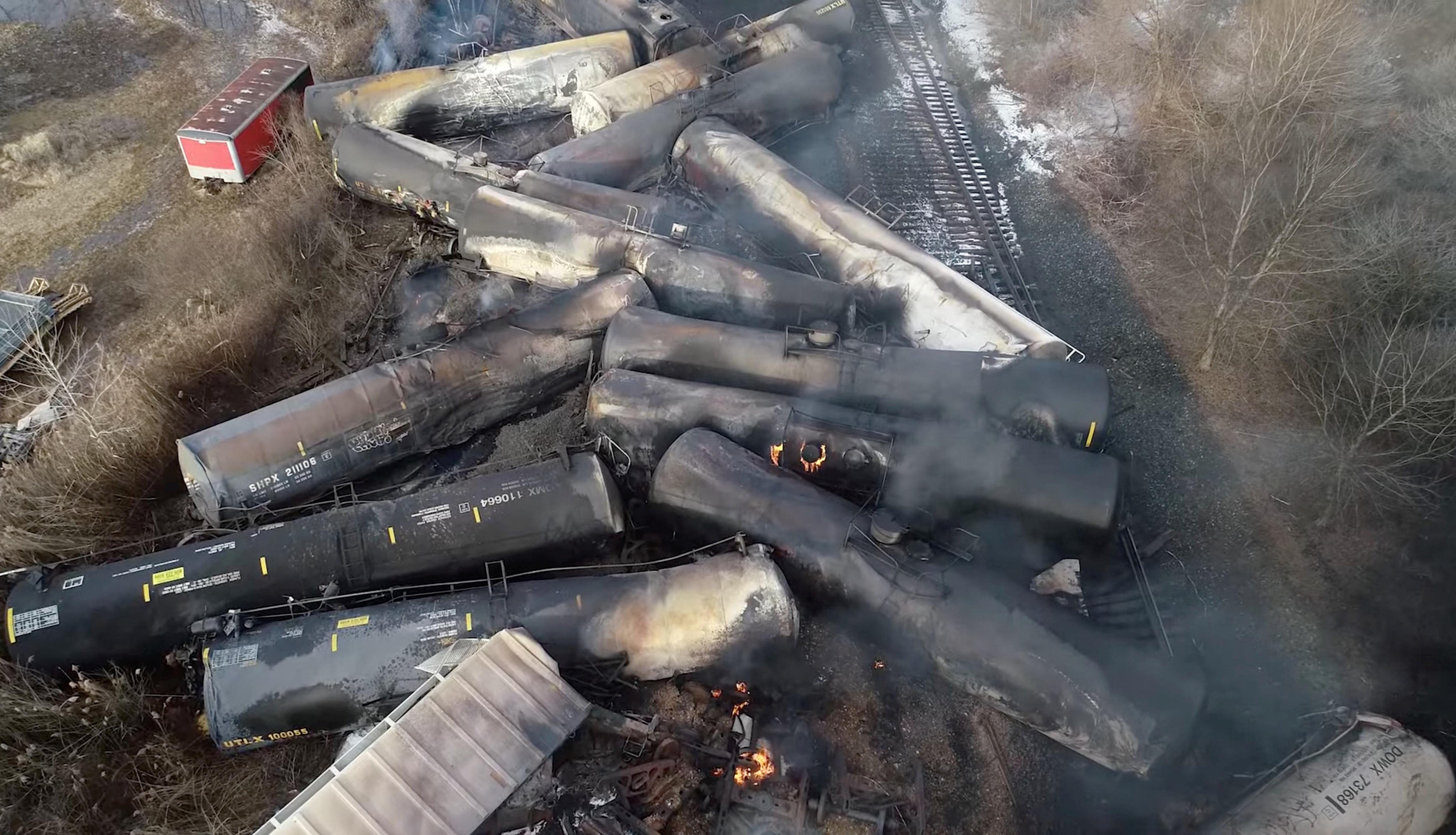
Die entgleisten und ausgebrannten Kesselwagen am 6. Februar 2023

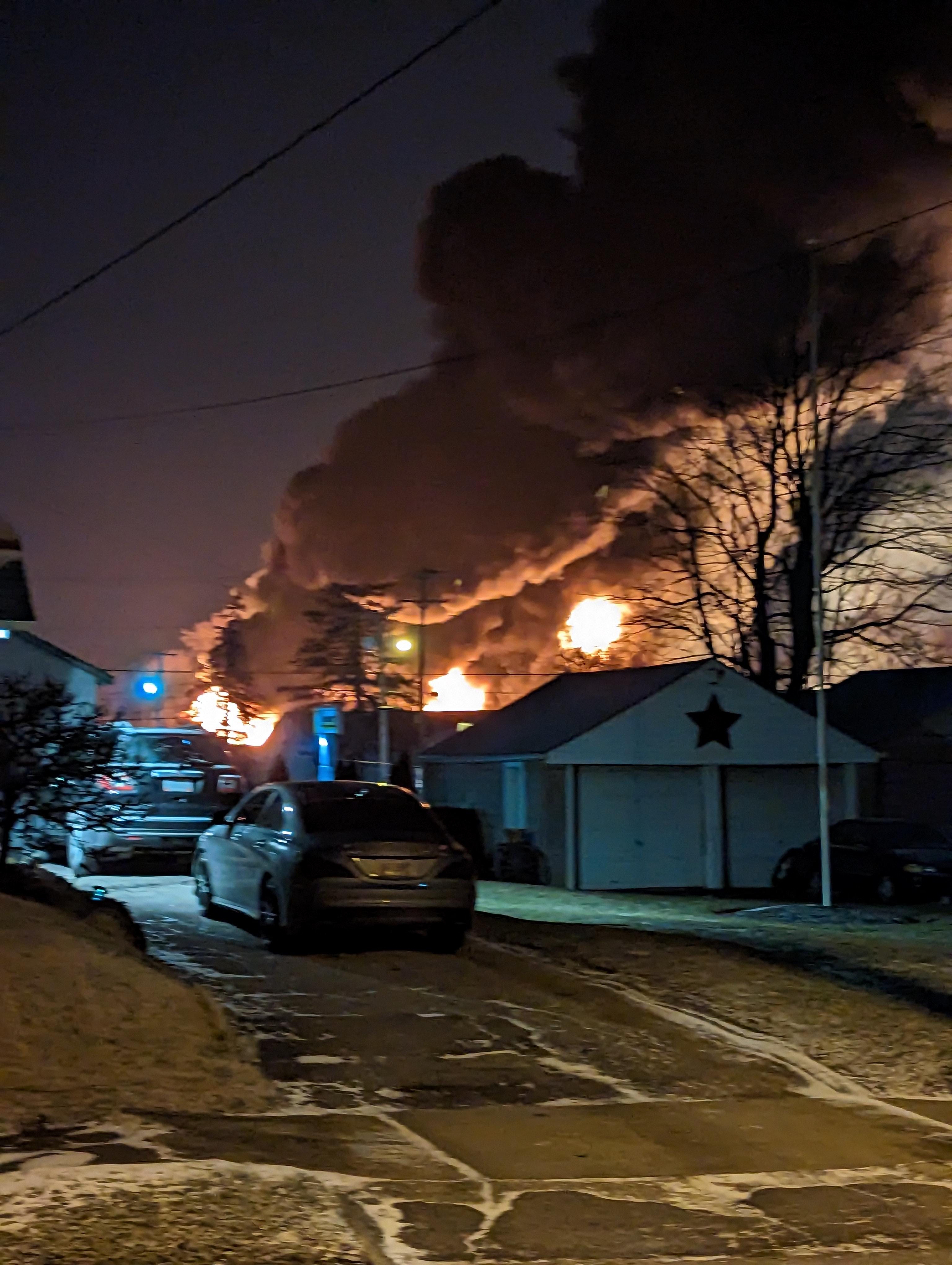
Blick aus East Palestine auf die Unglücksstelle am 3. Februar 2023

Der Eisenbahnunfall von East Palestine war ein Eisenbahn- und Gefahrgutunfall, bei dem am 3. Februar 2023 in East Palestine im US-Bundesstaat Ohio ein Güterzug entgleiste und sich ein Teil der geladenen Chemikalien entzündete. Der andere Teil wurde kontrolliert abgebrannt.

## Ausgangslage
Am 3. Februar 2023 war der am Unfall beteiligte Güterzug 32N der Norfolk Southern Railway auf dem Weg von Madison zum Conway Yard. Der 2,8 km lange Zug war aus 151 Güterwagen gebildet, davon 141 beladen, und wurde von drei Diesellokomotiven gezogen. Zwanzig der Eisenbahnwagen transportierten gefährliche Chemikalien, darunter das zur Herstellung von PVC-Kunststoffen genutzte, hochgiftige Vinylchlorid, sowie Ethylenglycolmonobutylether, Ethylhexylacrylat, Acrylsäurebutylester, Benzol und Isobuten.
Der Zug verließ Madison bereits am 1. Februar und hatte vor der Entgleisung mindestens einen mechanischen Defekt erlitten.

## Entgleisung
Aufnahmen von Überwachungskameras aus einem Geschäft in Salem, Ohio (32 km vor East Palestine), sowie einer Kamera einer Sprechanlage in New Waterford, Ohio (6 km vor East Palestine) zeigten bereits vor der Entgleisung ein Feuer unter einem der Eisenbahnwaggons.
Anschließend, gegen 20:55 (EST), entgleisten östlich von East Palestine, im Nordosten von Ohio, nahe der Grenze zu Pennsylvania, 38 Wagen des Zuges und es kam zu einem Folgebrand. Von den entgleisten Wagen waren elf mit Gefahrgut gemäß Stoffnummer beladen. Das Feuer brannte noch mehrere Tage nach der Entgleisung weiter.
Etwa 48 Stunden nach der Entgleisung veröffentlichte das National Transportation Safety Board (NTSB) vorläufige Ergebnisse, die darauf hindeuten, dass die Entgleisung durch ein mechanisches Problem an einem der Drehgestelle eines Wagens verursacht wurde, was möglicherweise mit den Berichten zusammenhängt, nach denen etwa eine Stunde zuvor schon Funkenflug an einer Achse beobachtet wurde.
Kurz vor der Entgleisung war die Zugbesatzung mit einem Alarm eines streckenseitigen Fehlerdetekors auf ein mechanisches Problem hingewiesen worden, worauf eine Notbremsung eingeleitet wurde. Bereits zwei vorherige Detektoren hatten die erhöhte Temperatur der Achse gemessen, diese blieb jedoch unter dem von der Bahngesellschaft vorgeschriebenen Schwellenwert.
Bei der Entgleisung wurde niemand verletzt.

## Brand und Chemikalienfreisetzung

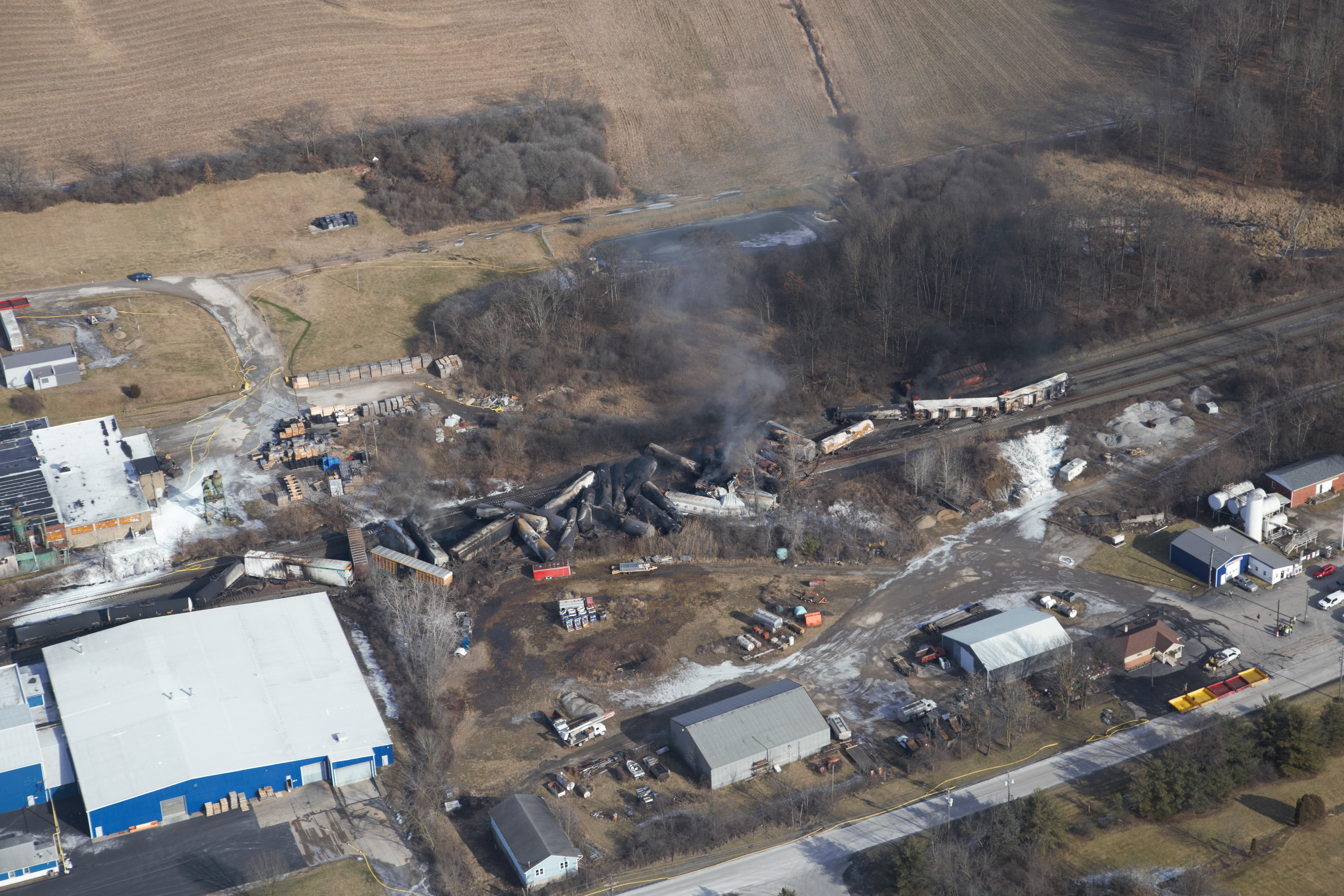
Luftbild der entgleisten, teilweise brennenden Wagen am 5. Februar

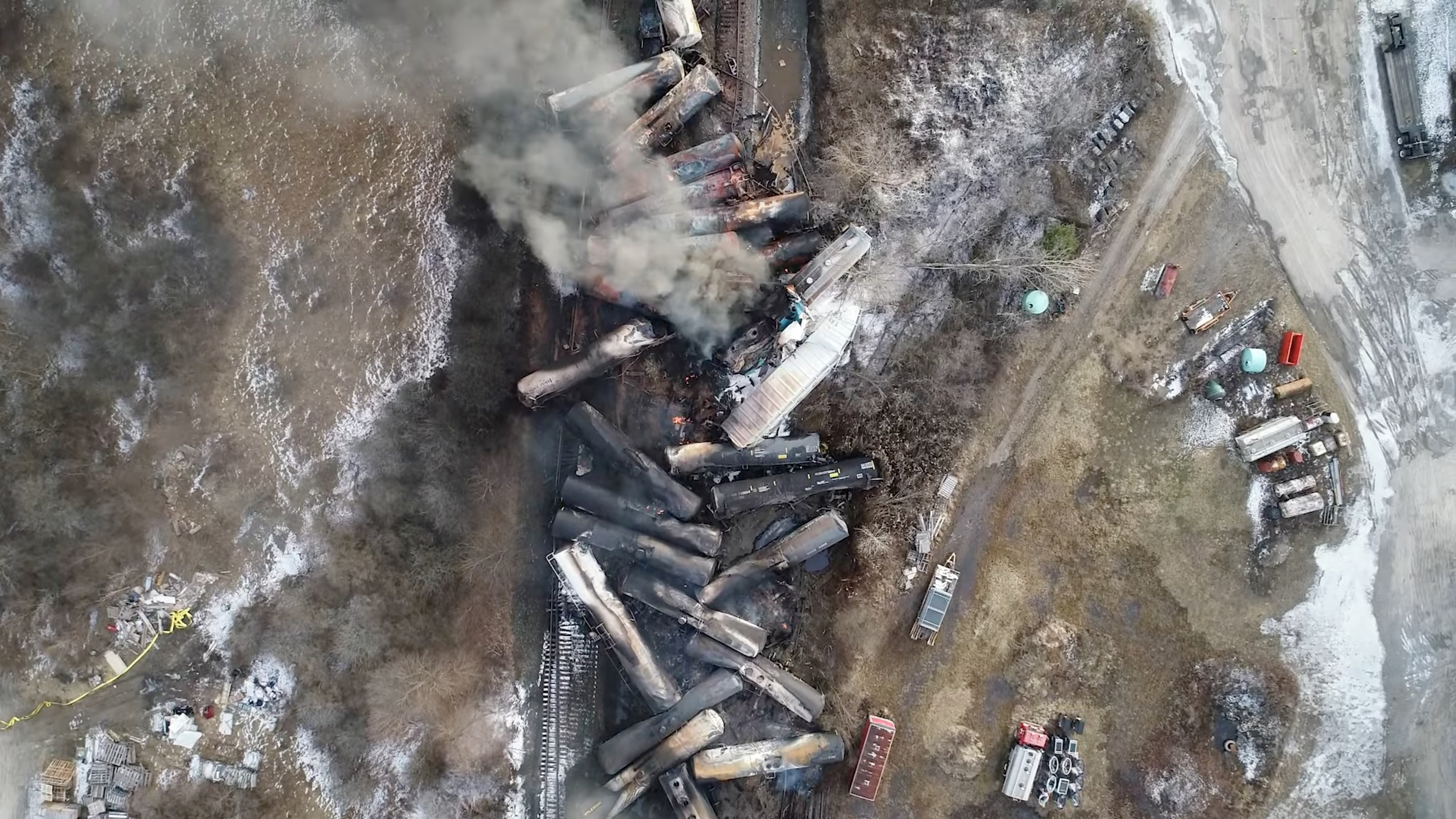
Luftbild vom 6. Februar

Der Unfall verursachte unmittelbar einen Brand, der mehrere Tage andauerte.
Über 2000 Anwohner in Ohio und Pennsylvania im Umkreis von einer Meile (1,6 km) wurden wegen der Explosionsgefahr, die von dem ausströmenden Vinylchlorid ausging, für mehrere Tage evakuiert. Um eine Explosion zu verhindern, ließen Einsatzkräfte ab 6. Februar die giftigen Chemikalien aus fünf Kesselwagen kontrolliert ab und verbrannten sie überwacht und schrittweise. Die ursprünglich an Position 28 bis 31 sowie 55 des Güterzugs eingestellten Wagen wurden dazu mit Hohlladungen geöffnet. Dabei wurden Chlorwasserstoff und hochgiftiges Phosgen in die Luft freigesetzt.
Am 12. Februar waren alle brennenden Chemikalien vollständig gelöscht.

### Betroffene Wagen
Folgende Wagen des insgesamt 151 Wagen langen Zugs waren von der Entgleisung und dem folgenden Brand direkt betroffen:
| Position im Zug | Wagentyp, Ladung                                                  | Zustand                                                                         |
| --------------- | ----------------------------------------------------------------- | ------------------------------------------------------------------------------- |
| 1..22           | Diverse                                                           | Nicht entgleist oder in Brand geraten.                                          |
| 23              | Schüttgutwagen (hopper car)                                       | Wagen GPLX75465, an dem ein Heißläufer die Entgleisung folgender Wagen auslöste |
| 24              | Schüttgutwagen                                                    | Nicht entgleist oder in Brand geraten.                                          |
| 25..26          | Zwei Schüttgutwagen (hopper car) mit Polyethylen                  | entgleist; Ladung verbrannt                                                     |
| 27              | Leerer Kesselwagen; zuvor zum Transport von Schmieröl genutzt     | entgleist; beschädigt                                                           |
| 28..31          | Vier Kesselwagen mit Vinylchlorid (gasförmig; UN 1086)            | entgleist; Ladung ab 6. Februar bewusst freigesetzt und verbrannt               |
| 32              | Kesselwagen mit Dipropylenglycole (flüssig)                       | entgleist; Wagen beschädigt; Kessel intakt                                      |
| 33              | Kesselwagen mit Propylenglykol (flüssig)                          | entgleist; Wagen beschädigt; Kessel intakt                                      |
| 34              | Kesselwagen mit Propylenglykol (flüssig)                          | entgleist; Wagen beschädigt; Ladung ausgelaufen                                 |
| 35              | Kesselwagen mit Diethylenglycol (flüssig)                         | entgleist; Ladung teilweise ausgelaufen                                         |
| 36              | Kesselwagen mit Ethylenglycolmonobutylether (flüssig; UN/NA 1993) | entgleist; Ladungszustand bis 10. Februar unbekannt                             |
| 37              | Schüttgutwagen mit Hartweizengrieß                                | entgleist; Ladung verbrannt                                                     |
| 38              | Kesselwagen mit 2-Ethylhexylacrylat (flüssig; UN/NA 1993)         | entgleist; Wagen beschädigt; Ladung überwiegend ausgelaufen                     |
| 39..40          | Zwei Schüttgutwagen mit Polyvinyl                                 | entgleist; Ladung verbrannt                                                     |
| 41..44          | Vier Kesselwagen mit Schmieröl                                    | entgleist; Ladung überwiegend ausgelaufen                                       |
| 45              | Kesselwagen mit Polypropylenglycol (flüssig)                      | entgleist; Wagen durch Brand beschädigt, Ladung teilweise ausgelaufen           |
| 46              | Kesselwagen mit Polypropylenglycol (flüssig)                      | entgleist; Wagen leicht beschädigt, Ladung intakt                               |
| 47              | Kesselwagen mit Diethylenglycol (flüssig)                         | entgleist; Wagen durch Brand beschädigt, Ladung ausgelaufen                     |
| 48              | Kesselwagen mit Diethylenglycol                                   | entgleist; Wagen durch Brand beschädigt, Ladung teilweise ausgelaufen           |
| 49              | Kesselwagen mit Isobutyl (gasförmig; UN 1055)                     | entgleist; Wagen leicht beschädigt, Ladung intakt                               |
| 50              | Kesselwagen mit Acrylsäurebutylester (flüssig; UN 2348)           | entgleist; Wagen durch Brand beschädigt, Ladung ausgelaufen oder verbrannt      |
| 51              | Kesselwagen mit Petroleum (flüssig)                               | entgleist; Wagen beschädigt, Ladung teilweise ausgelaufen                       |
| 52              | Kesselwagen mit Kraftstoffzusatz (flüssig)                        | entgleist; Wagen leicht beschädigt, Ladung intakt                               |
| 53..54          | Zwei Schüttgutwagen mit Polyvinyl                                 | entgleist; Ladung verbrannt                                                     |
| 55              | Kesselwagen mit Vinylchlorid (gasförmig; UN 1086)                 | entgleist; Ladung ab 6. Februar bewusst freigesetzt und verbrannt               |
| 56              | Gedeckter Güterwagen (box car) mit Baumwolle                      | entgleist; Ladung verbrannt                                                     |
| 57              | Gedeckter Güterwagen mit Stahlprodukten                           | entgleist                                                                       |
| 58              | Kühlwagen mit Gemüse                                              | entgleist; Ladung verbrannt                                                     |
| 59..60          | Zwei Kesselwagen mit Benzol (flüssig; UN 1114)                    | entgleist; Wagen beschädigt, Ladung intakt                                      |
| 61              | Kesselwagen mit Paraffin                                          | entgleist; Wagen beschädigt, Ladung intakt                                      |
| 62              | Kesselwagen mit „Pulver“ (ohne Gefahrgutkennzeichnung)            | entgleist; Wagen und Ladung durch Brand beschädigt                              |
| 63..151         | Diverse                                                           | Nicht entgleist oder in Brand geraten.                                          |

## Umweltfolgen
Nach Angaben von Umweltbehörden ergaben Messungen am 8. Februar 2023 eine sichere Luftqualität und keine Beeinträchtigung der Trinkwasserversorgung in den umliegenden Gemeinden. Dennoch klagten einige Anwohner nach dem Unfall über Kopfschmerz und Übelkeit. Bewohner und Umweltexperten befürchten langfristige lokale Umweltauswirkungen, etwa auf das Grundwasser und die örtlichen Fließgewässer Sulphur Run und Leslie Run. Durch den Unfall wurde eine Verschlechterung der Wasserqualität im Ohio River, in den diese entwässern, befürchtet. Auch von toten Fischen wurde berichtet.

## Untersuchungsbericht
Am 25. Juni 2024 veröffentlichte das National Transportation Safety Board (NTSB) zunächst eine Zusammenfassung des abschließenden Untersuchungsberichts. Als Ursache der Entgleisung wurde ein Heißläufer an einer Achse des an 23. Stelle des Güterzugs eingereihten Schüttgutwagen (Selbstentladewagen) festgestellt. Diese hohe Erwärmung des Radsatzlagers führte dazu, dass sich die Achse löste, unter folgenden Wagen verkeilte und den Zug zur Entgleisung brachte.
Das NTSB konnte in der Untersuchung nicht feststellen, ob der Zustand des Achslagers bereits vor Abfahrt des Zuges erkennbar war. Es verweist jedoch darauf, dass mindestens eine streckenseitige Heißläuferortungsanlage das Problem zwar erkannt, den tatsächlichen Zustand und damit die Dringlichkeit einer Reaktion jedoch falsch eingestuft hatte. Zudem kritisierte das NTSB die Entscheidung der Norfolk Southern Railway, Vinylchlorid aus fünf beschädigten Güterwagen bewusst freizusetzen und zu verbrennen. Das Ausmaß der Beschädigungen an den Tanks habe dies nicht erfordert.